# Sultanato di Aulaqi Inferiore
L'Aulaqi Inferiore (in arabo: العوالق السفلى al-'Awālaq as-Suflá), ufficialmente Sultanato di Aulaqi Inferiore (in arabo : سلطنة العوالق السفلى Saltanat al-'Awālaq al-Suflá), fu uno stato del Protettorato di Aden, poi della Federazione degli Emirati Arabi del Sud, quindi dell'entità seguente, la Federazione dell'Arabia Meridionale. La sua capitale era Ahwar.

## Storia
I sultani di Aulaqi Inferiore si separarono dal Sultanato di Aulaqi Superiore nel XVIII secolo; nello stesso periodo divenne autonomo anche lo Sceiccato di Aulaqi Superiore. Nel tardo XIX secolo, la zona passò sotto l'influenza britannica e poi divenne una regione costituente il Protettorato di Aden. Nel febbraio 1960 aderì alla Federazione degli Emirati Arabi del Sud e nel gennaio 1963 dell'entità che la seguì, la Federazione dell'Arabia Meridionale.
Il sultanato fu abolito nel 1967 e l'ultimo sultano, Nasir ibn Aidrus Al Awlaqi insieme al principe Ali Abdullah, furono incarcerati alla fondazione della Repubblica Democratica Popolare dello Yemen. L'area è ora parte dello Yemen.

## Elenco dei sultani
I regnanti portavano il titolo di Sultan al-Saltana al-`Awlaqiyya al-Sufla.
- `Ali ibn al-Munassar `Awlaqi (.... - ....)
- Al-Mahdi ibn 'Ali al-`Awlaqi (.... - ....)
- `Ali ibn al-Mahdi al-`Awlaqi (.... - ....)
- `Abd Allah ibn 'Ali al-`Awlaqi (.... - ....)
- Nasir ibn Abi Bakr al-`Awlaqi (.... - ....)
- Munassar ibn Abi Bakr al-`Awlaqi (1855 ? - luglio 1863)
- Abu Bakr ibn 'Abd Allah al-`Awlaqi (1863 - 1892)
- Salih ibn 'Ali al-`Awlaqi (1892 - 1900)
- `Ali ibn al-Munassar `Awlaqi (1900 - 5 dicembre 1902)
- Nasir ibn Abi Bakr al-`Awlaqi (6 dicembre 1902 - 1912)
- Abu Bakr ibn Nasir al-`Awlaqi (1912 - 1924)
- Munassar ibn 'Ali al-`Awlaqi (1924 - aprile 1930)
- `Aydarus ibn Ali al-`Awlaqi (1930 - 1947)
- Nasir ibn `Aydarus al-`Awlaqi (1947 - 29 novembre 1967)